# Jack Anderson (wielrenner)
Jack Anderson (Brisbane, 2 juni 1987) is een Australisch wielrenner die anno 2015 rijdt voor Team Budget Forklifts.

## Overwinningen
2009
1e etappe Ronde van Wellington (ploegentijdrit)
 Oceanisch kampioen tijdrijden, Beloften
1e etappe Ronde van Singkarak (ploegentijdrit)
2011
1e etappe Ronde van Tsjechië (ploegentijdrit)
2014
Puntenklassement Herald Sun Tour

## Ploegen
- 2008 –  Team Budget Forklifts (vanaf 1-9)
- 2009 –  Team Budget Forklifts
- 2010 –  Team Sprocket
- 2011 –  Endura Racing
- 2012 –  Endura Racing
- 2013 –  Team Budget Forklifts
- 2014 –  Drapac Professional Cycling
- 2015 –  Team Budget Forklifts

Anderson · Bourke · England · Hughes · Jennings · Ladd · Manion · Milostic · Roselund · Rudolph · Turner · Windsor
Anderson · Bourke · England · Hughes · Irwyn · Jennings · Ladd · Lang · Manion · Roselund · Rudolph · Stevenson · Turner · Windsor
Anderson · Bauer · Blain · Camaño · Clarke · Hayles · de Jonge · Mandri · Moss · Oliphant · Partridge · Pritchard · Thwaites · Voss · Wetterhall · C. Wilkinson · I. Wilkinson
Anderson · Bibby · Blain · Camaño · Dempster · Downing · Mandri · McEvoy · Partridge · Rowsell · Thwaites · Tiernan-Locke · Voss · Wetterhall · Wilkinson · Windsor
Anderson · Evans · Horgan · Juel · Kauffmann · Kerrison · Loft · McCarthy · Ockerby · Prete · Vink · Williams · Windsor · Wohler
Anderson · Cantwell · Clarke · Crawford · Goesinnen · Hucker · Johnson · Kerby · Lapthorne · Meyer · Norris · Palmer · Phelan · Rudolph · W.Sulzberger · B.Sulzberger · Wippert · Canty (stagiair)